# واغارش واغارشیان
واغارش واغارشیان (ارمنی: Վաղարշ Վաղարշյան؛ ‏۲ فوریهٔ ۱۸۹۴ – ۶ مهٔ ۱۹۵۹) یک بازیگر اهل ارمنستان بود. وی بین سال‌های ۱۹۲۳ تا میلادی فعالیت می‌کرد.

## زندگی‌نامه
وی در ۲ فوریهٔ ۱۸۹۴ در شوشی به دنیا آمد . وی همچنین برندهٔ جوایزی همچون جایزه دولتی اتحاد شوروی (۱۹۴۱, ۱۹۵۲) و نشان لنین شده است. وی در ۶ مهٔ ۱۹۵۹ در سن ۶۵ سالگی در مسکو درگذشت و در آرامستان مرکزی ایروان (توخماخ) به خاک سپرده شد.

## گزیده فیلمشناسی
از فیلم‌ها یا برنامه‌های تلویزیونی که وی در آن نقش داشته است می‌توان به خزپوش، سیل کوهستانی اشاره کرد.

## جوایز و افتخارات
- جایزه دولتی اتحاد شوروی (۱۹۴۱, ۱۹۵۲)
- نشان لنین
- جایزه استالین

## نگارخانه

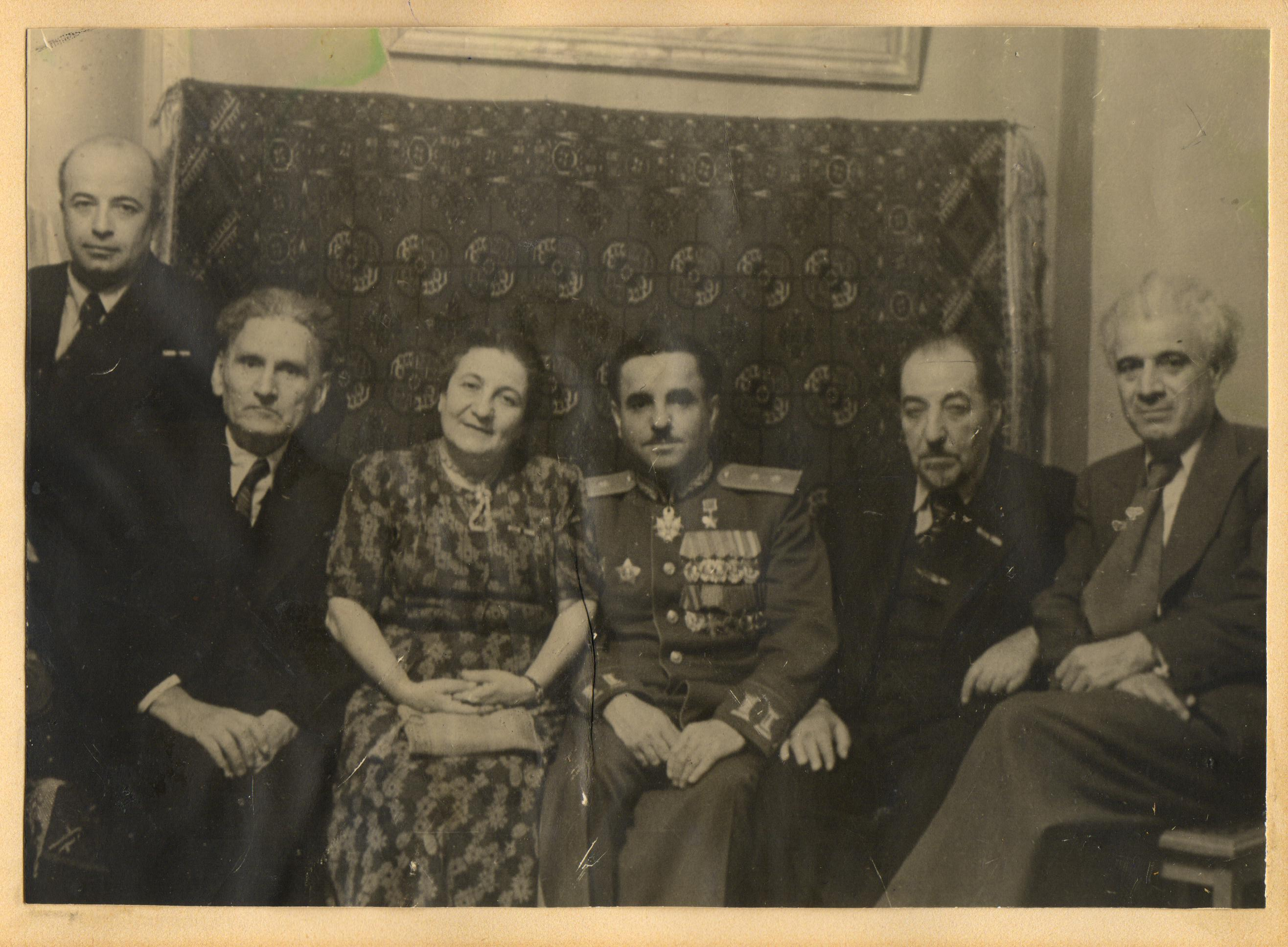
آرا سارگسیان، مارتیروس ساریان، ه. دانیلیان، س. مارتیروسیان، آوتیک ایساهاکیان و واغارش واغارشیان (۱۹۴۵)
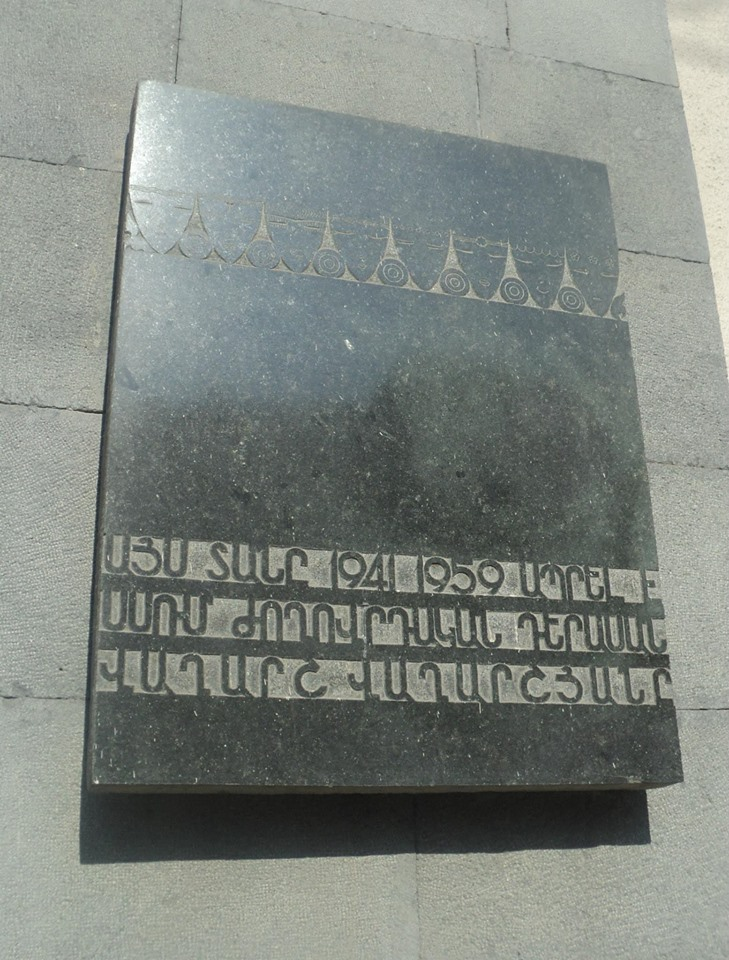
پلاک یادبود واغارش واغارشیان، ایروان
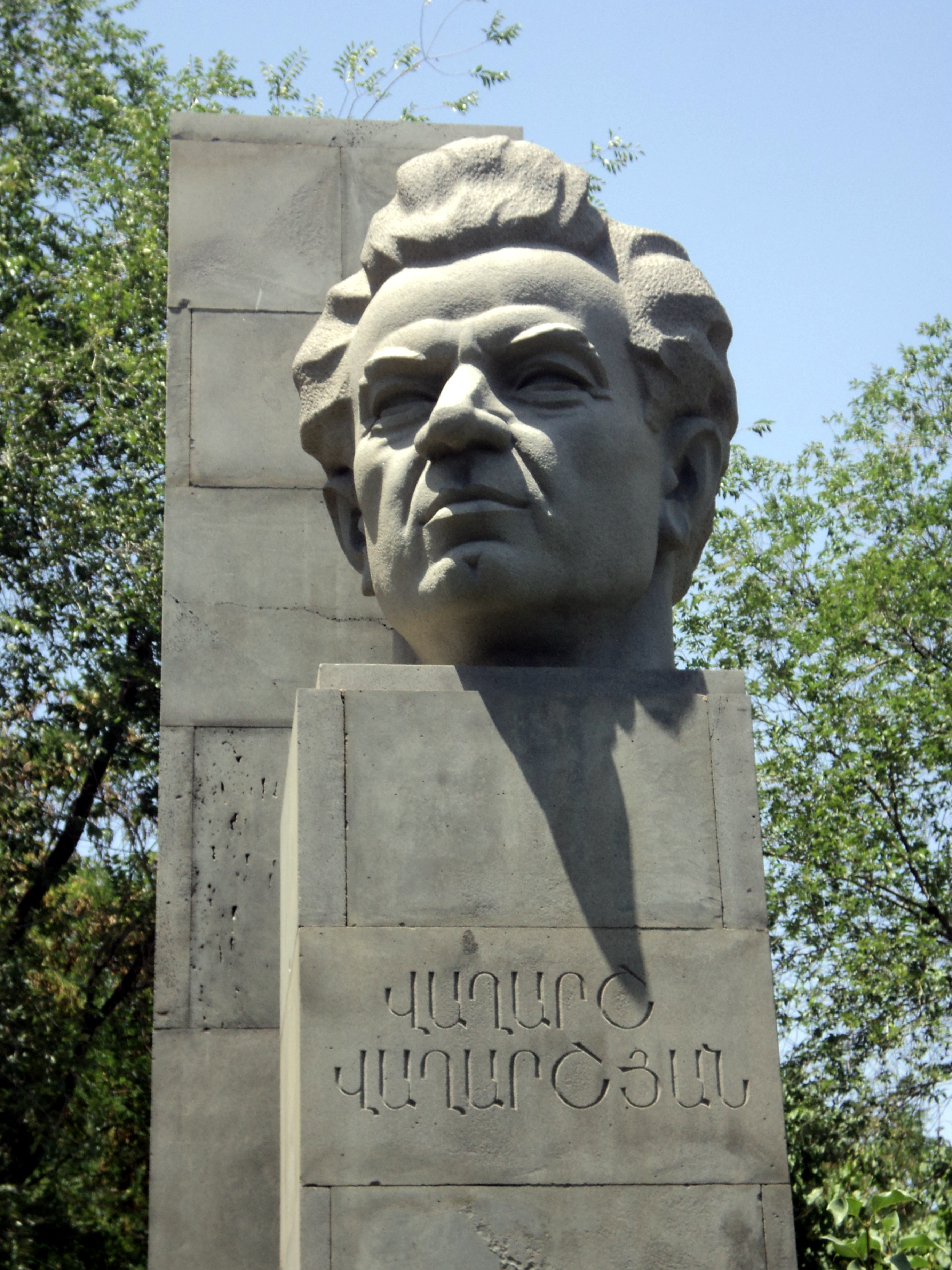
یادبود واغارش واغارشیان، ایروان